# Megapodius molistructor
Megapodius molistructor — вимерлий вид куроподібних птахів родини великоногових (Megapodiidae). Птах жив на островах Тонга та Нова Каледонія у ранньому голоцені. Вимер з прибуттям людей. Описаний у 1989 році з субфосильних решток, що виявлені у печері Піндай на заході Нової Каледонії.